# Cosmophasis miniaceomicans
Cosmophasis miniaceomicans là một loài nhện trong họ Salticidae.
Loài này thuộc chi Cosmophasis. Cosmophasis miniaceomicans được Eugène Simon miêu tả năm 1888.